# Ascarina
O gênero Ascarina J.R.Forst. & G.Forst., 1775 comprende 12 espécies de arbustos ou pequenas árvores e pertence à família Chloranthaceae. Sua espécie tipo é A. polystachya J.R.Forst. & G.Forst., 1775.
Ascarina geralmente são espécies das florestas nubladas tropicais que requerem alta umidade e chuvas regulares para prosperar.  O nome vem do verme Ascaris; as anteras da flor da Ascarina assemelham-se a forma do citado verme. A maioria das espécies é dioica, produz flores unissexuais, masculinas ou femininas em plantas separadas. Entretanto, a Ascarina lucida, a única espécie na Nova Zelândia, é monoica.
O número cromossômico básico para o gênero é n=13, embora algumas espécies tenham n=14.  A morfologia do cromossomo é semelhante ao da Chloranthus.

## Descrição
Com as características gerais da família Chloranthaceae.
- Arbustos ou pequenas árvores perenes; dioicos, rara vezes monoicos
- Inflorescências terminais ou axilares, geralmente uma espiga composta pêndula com três ramos, de média a pequena bí- ou trífida
- Flores pequenas, com brácteas persistentes. Flores masculinas com 1-5 estames; anteras sésseis, cilíndricas, 4-loculares. Flores femininas unicarpeladas; estigma séssil, assimétricamente bilabiado
- Fruto em baga de aspecto de drupa, negra, parda ou vermelha.
- Número cromossômico: n = c. 14; 2n = 26.

## Distribuição
O gênero distribui-se pelas ilhas do oceano Pacífico, desde a Nova Zelândia e o arquipélago das Marquesas até Bornéu; uma espécie morfologicamente isolada em Madagáscar.

## Usos
O uso das espécies é bastante limitado, como plantas ornamentais, especialmente em suas regiões de origem..

## Sinonímia
- Ascarinopsis Humbert & Capuron, 1955. Espécie tipo: Ascarinopsis coursii Humbert & Capuron, 1955.

## Táxons específicos incluídos
- Espécie Ascarina alticola Schltr., 1906

Nova Caledônia
- Espécie Ascarina coursii (Humbert & Capuron, 1955) J.-F.Leroy & Jérémie, 1980

Madagáscar
- Espécie Ascarina lucida Hook.f., 1856 (= A. lanceolata Hook.f., 1856)

Nova Zelândia, ilhas Kermadec
- Espécie Ascarina maheshwarii Swamy, 1953 (= A. diffusa a.C.Sm., 1976; A. subsessilis Verdc., 1985)

Ilha Bougainville, ilhas Cook, Novas Hébridas, Samoa, ilhas Salomão, arquipélago de Bismarck, Nova Guiné
- Espécie Ascarina marquesensis a.C.Sm., 1976

Arquipélago das Marquesas
- Espécie Ascarina philippinensis C.B.Rob., 1909 (= A. reticulata Merr., 1917)

Filipinas (Luzon)
- Espécie Ascarina polystachya J.R.Forst. & G.Forst., 1775

Arquipélago da Sociedade
- Espécie Ascarina raiateensis J.W.Moore, 1934

Arquipélago da Sociedade
- Espécie Ascarina rubricaulis Solms em DC., 1869 (= A. lurida Solms em DC., 1869)

n = c. 14; 2n = 26; Nova Caledônia
- Espécie Ascarina solmsiana Schltr., 1906 (= A. solmsiana var. grandifolia Jérémie, 1982)

2n = 26; Nova Caledônia
- Espécie Ascarina subfalcata J.W.Moore, 1933

Arquipélago da Sociedade
- Espécie Ascarina swamyana a.C.Sm., 1976

Novas Hébridas, Fiji